# Dan Haren
Daniel John Haren (né le 17 septembre 1980 à Monterey Park, Californie, États-Unis) est un ancien lanceur droitier de la Ligue majeure de baseball.
Ce lanceur partant évolue de 2003 à 2015 pour 8 équipes, remporte 153 victoires et réussit 2 013 retraits sur des prises. Il reçoit trois sélections au match des étoiles (2007, 2008 et 2009). 

## Biographie

### Carrière amateur
Diplômé de l'école secondaire Bishop Amat de La Puente (Californie), Dan Haren rejoint l'Université Pepperdine avec une bourse d'études pour le baseball. En 3 saisons universitaires, il accumule 29 victoires pour 11 défaites en 55 matchs (48 départs) et une moyenne de 2,76 points mérités (109 en 354 2⁄3 manches). En juin 2001, il est sélectionné par les Cardinals de Saint-Louis au deuxième tour du repêchage amateur (72e choix global).

### Carrière professionnelle

#### Cardinals de Saint-Louis
Entre 2001 et 2003, Haren franchit rapidement les échelons des ligues mineures et ses performances lui valent une promotion en Ligue majeure le 30 juin 2003. Il commence sa première rencontre contre les Giants de San Francisco avec une défaite créditée. Il finit la saison avec 3 victoires pour 7 défaites et une moyenne de 5,08 points mérités. Il retourne en Pacific Coast League avec les Memphis Redbirds pour la saison 2004, puis revient à Saint-Louis en fin de saison pour les séries éliminatoires. Pour son seul match en Série mondiale, il lance 4,7 manches sans accorder de points. 

#### Athletics d'Oakland
Le 18 décembre 2004, il est transféré aux Athletics d'Oakland dans le cadre de l'échange de Mark Mulder.
Pour sa première saison avec les Athletics et sa première saison complète en MLB, il finit avec 14 victoires pour 12 défaites et une moyenne de 3,73 points mérités en 34 départs. Le 29 avril, il retire 9 frappeurs sur prises, son meilleur total en carrière, lors d'une défaite 2-4 contre les Mariners de Seattle. Le 31 mai, il lance son premier match complet lors d'une victoire 10-1 contre les Devil Rays de Tampa Bay. Le 26 septembre, il signe une extension de contrat de quatre ans (jusqu'en 2009) avec une option pour le club pour la saison 2010. Sa saison 2006 est du même calibre avec 14 victoires et 13 défaites, une moyenne de 4,12 points mérités et 176 retraits sur prises en 34 départs. Il est dans les dix meilleurs lanceurs de la Ligue américaine pour le nombre de manches lancées (2e avec 223), les retraits sur prises (6e) et les matchs complets (6e avec 2). En séries éliminatoires, il commence deux rencontres contre les Twins du Minnesota et les Tigers de Detroit pour un bilan d'une victoire sans défaite et une moyenne de 4,09 points mérités en 11 manches.

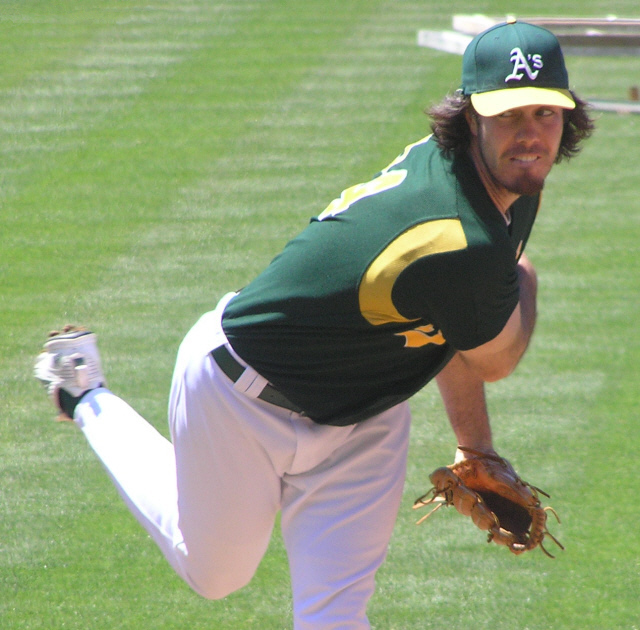
Dan Haren avec les A's d'Oakland

Il commence la saison 2007 comme lanceur partant numéro 1 dans la rotation des Athletics avec le départ de Barry Zito pour les Giants de San Francisco. Ses trois premiers départs se soldent par deux défaites et une non-décision malgré une moyenne de 2,00 points mérités. Il enchaîne alors 15 départs avec 10 victoires et aucune défaite créditées avant la pause du match des étoiles. Ses performances lors de la première moitié de la saison lui valent une titularisation sur le monticule pour le match des étoiles. Jim Leyland, le manager de l'équipe de Ligue américaine lui donne la balle pour sa première sélection,. Sa deuxième moitié de la saison est moins brillante avec un bilan de 5 victoires pour 6 défaites, mais il finit quand même l'année parmi les meilleurs lanceurs de la ligue avec 3,07 points mérités (3e), 15 victoires (11e ex æquo), 192 retraites sur les prises (8e) et 222,7 manches lancées (5e). 

#### Diamondbacks de l'Arizona
Le 14 décembre 2007, il est transféré avec Connor Robertson vers les Diamondbacks de l'Arizona dans le cadre d'un échange impliquant 6 prospects des D'Backs (Carlos Gonzalez, Brett Anderson, Aaron Cunningham, Greg Smith, Dana Eveland, and Chris Carter).
En 2008, il remporte 16 victoires contre 8 défaites avec une moyenne de points mérités de 3,33 et 206 retraits sur des prises. Il est invité à son second match d'étoiles.
En 2009 pour Arizona, il présente un dossier de 14-10 avec une moyenne de points mérités de 3,14 et un sommet personnel de 223 retraits sur des prises, le 3e plus haut total de la Ligue nationale. Il est invité au match des étoiles une fois de plus à la mi-saison et termine l'année avec la meilleure WHIP de tous les lanceurs du baseball majeur (1,003). Il termine 5e au vote désignant le vainqueur du trophée Cy Young du meilleur lanceur de la Ligue nationale.
En 2008 et 2009, Haren mène les lanceurs de la Ligue nationale avec le plus grand nombre de retraits sur des prises enregistré pour chaque but-sur-balles accordé à l'adversaire,.

#### Angels de Los Angeles

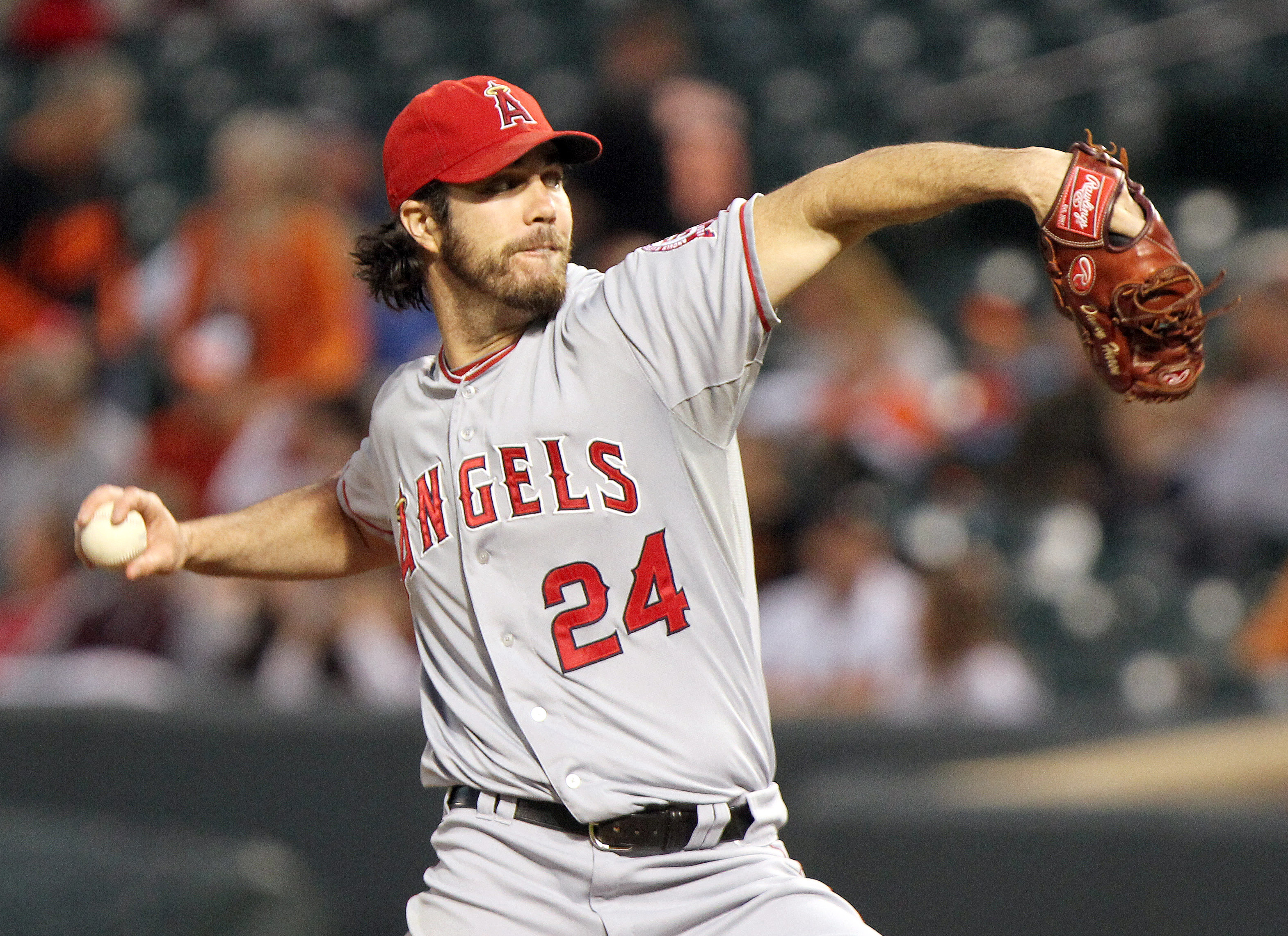
Dan Haren en 2011 avec les Angels.

Le 25 juillet 2010, Haren passe aux Angels de Los Angeles d'Anaheim en retour de quatre lanceurs : les gauchers Joe Saunders, Pat Corbin et Tyler Skaggs, et le droitier Rafael Rodriguez. Ces deux derniers évoluent en ligue mineure au moment de l'échange. Au moment de passer aux Angels, Haren affichait un dossier de 7-8 et une moyenne de points mérités de 4,60 avec 141 retraits sur des prises en 141 manches lancées.
Son premier match avec les Angels, le 26 juillet contre les Red Sox, tourne mal : après 4 manches et deux tiers lancées, il quitte après avoir reçu sur l'avant-bras droit une balle en flèche frappée par Kevin Youkilis. Il termine néanmoins la saison avec l'équipe, pour qui il amorce 14 parties, remportant 5 victoires contre 4 défaites. Il maintient durant cette période une moyenne de points mérités de seulement 2,87 en 94 manches lancées, ce qui lui permet de terminer l'année avec un total combiné de 12 gains et 12 revers, ainsi qu'une moyenne de 3,91 en 35 départs et 235 manches lancées. Il compte 216 retraits sur des prises.
En 2011, Haren mène les majeures avec 34 départs. Sa moyenne n'est que de 3,17 en 238 manches et un tiers lancées. Il s'agit de son plus grand nombre de manches au monticules en une saison. Il réussit 4 matchs complets dont 3 blanchissages et gagne 16 parties, contre 10 défaites. Il se montre avare de buts-sur-balles et pour la troisième fois de sa carrière mène sa ligue pour le meilleur nombre de retraits sur des prises enregistré par buts-sur-balles alloué (5,8 en 2011). Haren termine 7e au vote pour le trophée Cy Young du meilleur lanceur de l'Américaine.
Haren commence 30 matchs pour les Angels en 2012, gagnant 12 parties mais encaissant 13 défaites. Sa moyenne de points mérités s'élève à 4,33 en 176 manches et deux tiers lancées et son taux de retraits des prises par match, bien qu'identique à celui de la saison précédente, demeure baisse en comparaison de ses résultats précédents. Haren retire 142 adversaires sur des prises en 2012. Ces performances ne convainquent pas les Angels, qui refusent de renouveler son contrat pour la saison 2013. Peu avant, en novembre 2012, le club conclut une transaction qui l'envoie aux Cubs de Chicago contre le releveur Carlos Marmol, mais les Cubs ne sont pas satisfait des résultats des tests médicaux subis par le lanceur, qui a déjà été blessé à la hanche.

#### Nationals de Washington
Devenu agent libre après son passage chez les Angels, Dan Haren signe le 7 décembre 2012 un contrat d'une saison avec les Nationals de Washington. Il prend la place dans la rotation qui était occupée par Edwin Jackson, engagé pour un an en 2012 avant de partir pour les Cubs de Chicago. Haren déçoit cependant avec sa nouvelle équipe, comme en fait foi sa moyenne de points mérités de 4,67 en 169 manches et deux tiers lancées pour Washington en 2013. Il remporte 10 victoires contre 14 défaites en 31 matchs, dont 30 comme lanceur partant.

#### Marlins de Miami
Le 10 décembre 2014, Dan Haren est échangé aux Marlins de Miami avec le joueur de deuxième but Dee Gordon et l'arrêt-court Miguel Rojas dans une transaction qui envoie chez les Dodgers le lanceur de relève droitier Chris Hatcher, le receveur-deuxième but des ligues mineures Austin Barnes, le joueur d'utilité Enrique Hernández et le lanceur gaucher Andrew Heaney. Fait inhabituel, Haren envisage de prendre sa retraite au moment de l'échange, un fait dont les Marlins sont informés. Une entente est conclue pour que Miami soit dédommagé par les Dodgers si le lanceur décidait de ne pas endosser l'uniforme de son nouveau club. Après de longues tergiversations, il est annoncé le 8 février 2015 que Haren sera avec les Marlins pour la saison qui est sur le point de commencer.
Il effectue 21 départs pour les Marlins et livre des performances satisfaisantes, comme en fait foi sa moyenne de points mérités de 3,42 en 129 manches lancées.

#### Cubs de Chicago
Le 31 juillet 2015, les Marlins échangent Dan Haren aux Cubs de Chicago pour deux athlètes de ligues mineures, le joueur de champ intérieur Ellis Soto et le lanceur droitier Ivan Pineyro.
Il effectue 11 départs pour les Cubs en fin de saison 2015, remportant 4 victoires contre deux défaites pour une moyenne de points mérités de 4,01 en 58 manches et un tiers lancées.
Il termine ainsi sa dernière saison dans les majeures avec 11 victoires, 9 défaites et une moyenne de points mérités de 3,60 en 187 manches et un tiers lancées lors de 32 départs.
En 2015, Haren tire son épingle du jeu malgré une vélocité en forte baisse : chronométrées à 154 km/h en 2008, ses balles rapides atteignent en moyenne 141 km/h en 2014, les deuxièmes plus lentes des lanceurs alors en activité dans les majeures après Josh Collmenter.
Haren n'est pas utilisé par les Cubs lors des éliminatoires de 2015. Quelques heures après l'élimination du club en Série de championnat de la Ligue nationale, Haren annonce sur Twitter sa retraite. Signe d'autodérision, son nom d'utilisateur sur Twitter est @ithrow88 (« Je lance 88 [mph] ») ; il signe le tweet annonçant sa retraite par le hashtag #ithrew88 (« Je lançais 88 »).

## Statistiques
| Saison | Équipe      | G   | GS  | CG | SHO | V  | D  | SV | IP     | SO   | ERA  |
| ------ | ----------- | --- | --- | -- | --- | -- | -- | -- | ------ | ---- | ---- |
| 2003   | Saint-Louis | 14  | 14  | 0  | 0   | 3  | 7  | 0  | 72.2   | 43   | 5,08 |
| 2004   | Saint-Louis | 14  | 5   | 0  | 0   | 3  | 3  | 0  | 46.0   | 32   | 4,50 |
| 2005   | Oakland     | 34  | 34  | 3  | 0   | 14 | 12 | 0  | 217.0  | 163  | 3,73 |
| 2006   | Oakland     | 34  | 34  | 2  | 0   | 14 | 13 | 0  | 223.0  | 176  | 4,12 |
| 2007   | Oakland     | 34  | 34  | 0  | 0   | 15 | 9  | 0  | 222.2  | 192  | 3,07 |
| 2008   | Arizona     | 33  | 33  | 1  | 1   | 16 | 8  | 0  | 216.0  | 206  | 3,33 |
| 2009   | Arizona     | 33  | 33  | 3  | 1   | 14 | 10 | 0  | 229.1  | 223  | 3,14 |
| 2010   | Arizona     | 21  | 21  | 1  | 0   | 7  | 8  | 0  | 141.0  | 141  | 4,60 |
| 2010   | LA Angels   | 14  | 14  | 1  | 0   | 5  | 4  | 0  | 94.0   | 75   | 2,87 |
| Totaux | Totaux      | 231 | 222 | 11 | 2   | 91 | 74 | 0  | 1461.2 | 1251 | 3,66 |

| Saison | Équipe      | G | GS | CG | SHO | V | D | SV | IP   | SO | ERA  |
| ------ | ----------- | - | -- | -- | --- | - | - | -- | ---- | -- | ---- |
| 2004   | Saint-Louis | 5 | 0  | 0  | 0   | 1 | 0 | 0  | 8.1  | 7  | 2,43 |
| 2006   | Oakland     | 2 | 2  | 0  | 0   | 1 | 0 | 0  | 11.0 | 9  | 4,09 |
| Totaux | Totaux      | 7 | 2  | 0  | 0   | 2 | 0 | 0  | 19.1 | 16 | 3,26 |

Note: G = Matches joués ; GS = Matches comme lanceur partant ; CG = Matches complets ; SHO = Blanchissages ; 
V = Victoires ; D = Défaites ; SV = Sauvetages ; IP = Manches lancées ; SO = retraits sur des prises ; ERA = Moyenne de points mérités.